# Gli occhi e il buio
Gli occhi e il buio è un romanzo a fumetti Bonelli di genere realistico di cui Gigi Simeoni è autore completo, avendone curato soggetto, sceneggiatura e disegni, pubblicato nell'ottobre del 2007 da Sergio Bonelli Editore. È il secondo volume della collana Romanzi a fumetti Bonelli

## Trama
Graphic novel ambientato in una sfavillante Milano di inizio Novecento, narra la cronaca di due anni di vita di un pittore d'avanguardia che a seguito della tragica morte della fidanzata, scopre (o crede di scoprire) una nuova fonte d'ispirazione per la sua pittura. Le conseguenze di questo cambiamento lo coinvolgeranno radicalmente fino a trasformarlo in un mostro sanguinario.

## Fumetto popolare colto?
Sin dai primi giorni dell'uscita in edicola, ha raccolto positive recensioni ed il gradimento del pubblico, presentandosi come un prodotto di fumetto popolare ma riavvicinandosi ad una dimensione letteraria più colta e permettendo al pubblico di approfondire in un modo singolare la conoscenza di un periodo storico molto importante e generalmente poco considerato, la cosiddetta Belle Époque (1880 - 1915).